# Teoría de tipos homotópica

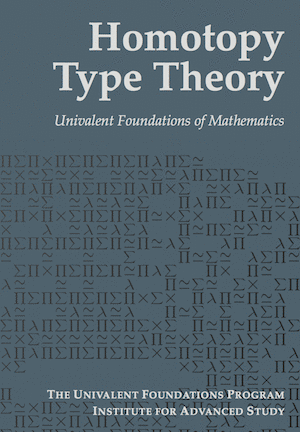
Portada de Homotopy Type Theory: Univalent Foundations of Mathematics.

En lógica matemática y ciencias de la computación, la teoría de tipos homotópica  (HoTT /hɒt/, por sus siglas en inglés) son varias líneas de desarrollo de la Teoría de Tipos Dependientes, basada en interpretar los tipos como objetos a los cuales se aplican las intuiciones de la teoría de homotopía abstracta.
Esto incluye, entre otras líneas de trabajo, la construcción de modelos homotópicos usando las categorías de modelos de Quillen para teorías de tipos categóricas (o categorías cartesianas cerradas); el uso de la teoría de tipos como lógica (o lenguaje interno) de la teoría de homotopía abstracta y teoría de categorías de orden superior; el desarrollo de las matemáticas dentro de fundamentos basados en teoría de tipos (incluyendo tanto matemática existente como la matemática nueva que los tipos homotópicos hacen posible); y la formalización de cada una de estas líneas en asistentes de demostración.

## Introducción
Intuitivamente, la teoría de tipos homotópica (HoTT) interpreta la teoría de tipos de Martin-Löf de forma tal que cada tipo es un espacio topológico y cada término de un tipo es un punto en tal espacio. Formalmente, Awodey y Warren introducen por primera vez el modelo homotópico utilizando las categorías de modelos de Quillen, demostrando que estas categorías, así como las categorías simpliciales o las categorías de espacios topológicos, tienen una teoría de tipos de Martin-Löf como lenguaje interno.
HoTT extiende la teoría de tipos de Martin-Löf usando conceptos de teoría homotópica y añadiendo axiomas poco comunes como el axioma de Univalencia. Además, el concepto de identidad se relaja totalmente, en tanto la identidad entre términos de un tipo {\displaystyle x=_{A}y} se entiende como un camino entre puntos de un espacio {\displaystyle x,y:A}.
Para hablar de identidad de tipos, pueden agregarse universos a la teoría de tipos de Martin-Löf. La forma más usual es la jerarquía de Russell. Tendremos una jerarquía de universos que contienen al anterior y están cerrados bajo constructores de tipos: {\displaystyle {\mathcal {U_{1}}}:\ ...\ :{\mathcal {U_{i}}}:\ ...}
Así, podemos hablar de identidad entre tipos, {\displaystyle A=_{\mathcal {U_{i}}}B}, para algún universo {\displaystyle A,B:{\mathcal {U_{i}}}}. La identidad entre tipos, es decir, un camino entre espacios, pueden interpretarse gracias al axioma de Univalencia que afirma que la identidad entre tipos es equivalente a la equivalencia entre tipos.

## Axioma de Univalencia
La noción de equivalencia de tipos en HoTT puede definirse de muchas formas lógicamente equivalentes que, sin embargo, son muy distintas como tipos. Originalmente, la semántica categórica de Awodey y Warren interpreta la equivalencia de tipos como la equivalencia homotópica entre espacios topológicos. Así, decimos que dos tipos son equivalentes, {\displaystyle X\simeq Y} si existen dos funciones continuas {\displaystyle f:X\rightarrow Y,\ g:Y\rightarrow X} tal que {\displaystyle f\circ g\sim 1_{Y}} y {\displaystyle g\circ f\sim 1_{X}}, donde {\displaystyle \phi \sim \psi } significa que ambas funciones son homotópicas. 
Al definir la noción de equivalencia, podemos notar que existe una forma canónica de convertir caminos en equivalencias; es decir, existe una función del tipo
{\displaystyle (A=B)\to (A\simeq B),}
expresando que dos tipos A y B que son iguales son, en particular, equivalentes.
El axioma de Univalencia declara que esta función que acabamos de definir es una equivalencia en sí misma. Es decir, tenemos que
{\displaystyle (A=B)\simeq (A\simeq B).}
En otras palabras, la igualdad es equivalente a la equivalencia. Podemos considerar dos tipos equivalentes son iguales.
Según Awodey, esto implica que el axioma de Univalencia refleja la práctica estructuralista de considerar objetos isomórficos como idénticos, ya que un isomorfismo se define de forma análoga a la equivalencia homotópica: {\displaystyle f:X\rightarrow Y,\ g:Y\rightarrow X} tal que {\displaystyle f\circ g=1_{Y}} y {\displaystyle g\circ f=1_{X}}. Sin embargo, no es claro que la definición de isomorfismo de tipos en HoTT pueda ser compatible con el axioma de Univalencia.